# Nefzaoua
Nefzaoua, segons la pronúncia local i una transcripció afrancesada, o Nafzawa, segons la pronúncia àrab clàssica (àrab: نفزاوة, Nafzāwa) és el nom d'una regió de Tunísia al sud del Chott El Fedjaj, coincident en gran part amb la governació de Kébili. El nom deriva d'un antic grup amazic, un dels dos en què estava dividit el gran grup Butr. La seva història es confon amb la del Djerid o Qastíliya.

## Història

### Prehistòria i Història Antiga
En aquesta regió s'han trobar restes d'ocupació prehistòriques: l'home de Brimba, que estan datats de fa uns dos milions d'anys trobades al lloc d'Aïn Brimba al nord de la moderna Kébili pels investigadors Aremburg i Cook, amb nombrosos objectes de l'home paleolític. També s'han trobat restes d'ocupació al Neolític.
Al segle v aC Heròdot ja esmenta una sèrie de tribus amazigues o líbiques, que vivien en aquesta zona.
Durant la revolta de Tacfarines (vers 14 a 27) els romans es van introduir a la regió per seguretat i van fundar alguns castells part del limes Tripolitanus. Es va fundar Turris Tamellani o Tamellan (moderna Tellemine al costat de Kébili). Durant el regnat de Tiberi la moderna Kébili apareix esmentada com Nybgenorum Civitas; els romans van tenir doncs fortaleses a la zona i alguns establiments agrícoles i vies de comunicació. Turris Tamellani fou elevada a municipi el 128 sota Adrià el que demostra l'existència d'una aristocràcia local númida romanitzada. El segle ii es va introduir el camell (dromedari). El cristianisme no hi va entrar i només una església (justament a Turris Tamellani) s'ha trobat a tota la regió. Aquesta ciutat tenia bisbe dels que es coneix el nom de dos: Sabratius (vers el 384) i Habetdeus (vers 484). En aquestos anys la llengua amaziga númida restava hegemònica i el llatí segurament només era usat com a llengua de comunicació i pels cercles colonials o administratius.
Els vàndals no van entrar en aquesta regió que va restar de fet independent i aïllada sota les seves pròpies autoritats locals. La regió va esdevenir zona de nòmades amb ramats, sense ciutats (però si amb nombrosos poblets) i sense interès econòmic per un potencial conqueridor; l'autoritat va passar a ser tribal; alguns habitants eren sedentaris als oasis per explotar les palmeres i a les zones properes a les fonts (Aïn) on era possible una agricultura limitada, però una gran part eren nòmades.

### Època medieval
Tampoc els romans d'Orient van ocupar Nefzaoua.
Tradicionalment se suposa que la barreja entre les tribus saharianes nòmades i la població de la Djeffara (les terres veïnes a l'est i sud-est), amazics, va donar origen a la confederació amaziga dels Nefzaoua constituïda per les tribus dels mrazig, ghrib, adhara, sabria, ouled yakoub, rebayaa i altres. Ibn Khaldun diu que els habitants eren amazics descendents de Zehik ibn Maghdis El-Abtar. L'historiador àrab Ettigeni en canvi diu que els habitants eren àrabs nòmades i que el nom de Nefzaoua derivava de Nefzao ben Bar ben Qais Allah ben Modhar ben Nizar.
Ettigeni i Ibn Khaldun esmenten les viles de la regió, les principals de les quals eren Bechri, Torra, Eddergine, Jercine, Fatnassa, Nagga, Chitane, Tizeh o Tinzeh, Yesik, Klikel, i Béni Youssef. Cinc d'aquestos ja no existeixen (o potser van canviar de nom i no s'han identificat, per exemple Yesik podria ser la moderna Rabta).
Durant l'edat mitjana va gaudir de prosperitat pel comerç saharià, ja que era una escala important de les caravanes que anaven cap a la costa, principalment al port de Gabès. De la Nefzaoua foren originaris Tàriq ibn Ziyad el conqueridor del regne visigot. Altres personatges notables de la regió foren Salih ibn Nosaïr Abou Yaâcoub Ettorri, Mohamed Hayoum, Aboulfeth al-Aghmari, Ibrahim Ejjomni i encara d'altres.
Aquesta ciutat fou ocupada el 1205 per Yahya ibn Ghaniya que va castigar els habitants els quals l'havien traït. Els nafzawa eren ibadites i aviat van absorbir a altres tribus amazigues del mateix origen, en particular grups dels Lawata i dels Maghrawa. Al segle xiv encara quedaven alguns cristians i hi havia també jueus. Després es van arabitzar completament i es van fer sunnites.
De les ciutats actuals són ciutats històriques Torra, Tellemine, El-Mansoura, Bechri, Fatnassa, Dergine, Kébili i Jercine. Altres són ciutats formades al segle xi o XII pels beduïns àrabs com Douz, Laaouina, El-Adhara, Essabria et El-Faouar; una tercera categoria són les nombroses viles d'una península que entra cap al Chott El Djerid, que són El-Menchia, El-Glîa, Bou-Ibdilla, Om-Essomâ, i els tres marabuts o zawiyes de Zaouiet Ecchorfâ, Zaouiet El-Harth i Zaouiet El-Anis. Finalment queden quatre viles de fundació relativament moderna, El-Barghouthia, Jemna, Bazma i El-Golâa.